# Coleophora vestianella
Coleophora vestianella — вид лускокрилих комах родини чохликових молей (Coleophoridae).

## Поширення
Вид поширений в Європі, Малій Азії, Ірані, Афганістані, Китаї, Кореї та Японії. Присутній у фауні України. Трапляється в степових та антропогенних біотопах.

## Опис
Розмах крил 11-16 мм.

## Спосіб життя
Метелики літають з червня по серпень. Гусениці живляться квітками та насінням лободи і лутиги.